# Departamento de Geografía y Turismo (Universidad Nacional del Sur)
El Departamento de Geografía y Turismo es uno de los 17 departamentos que constituyen la Universidad Nacional del Sur, localizada en la ciudad de Bahía Blanca, Argentina.

## Historia
El departamento fue fundacional de la universidad en 1956 con la denominación de Departamento de Geografía y Geología, rama de la que separaría en 1962. En marzo de 1975, se crea el Departamento de Ciencias Sociales, donde el Departamento de Geografía se anexa como un Sección hasta 1984, donde nuevamente adquiere su autonomía. Durante ese período se produjo el cierre temporario de la carrera de Geografía -entre 1975 y 1976-.
En 1995, se crea la carrera de Guía Universitario de Turismo, a término, con tres períodos de inscripción y una duración de tres años. En 1999, se puso en funcionamiento la carrera de Técnico en Emprendimientos Turísticos y en 2003 comenzó el dictado de la carrera Licenciatura en Turismo. Debido a este hecho el Departamento de Geografía cambia su denominación por la de Geografía y Turismo.
En 11 de noviembre de 2010, mediante resolución AU-13/10 se crea la carrera Tecnicatura Universitaria en Cartografía, Teledetección y Sistemas de Información Geográfica. En 2016 se abrió en la universidad la carrera de Arquitectura y fue incorporada a este departamento. Esta carrera fue la más elegida por los ingresantes ese año, con más de 450 inscriptos.
Las carreras de grado del departamento son las siguientes:
| Carreras de grado                                                                 | Duración |
| --------------------------------------------------------------------------------- | -------- |
| Tecnicatura Universitaria en Cartografía, Teledetección y Sistemas de Información | 3 años   |
| Profesorado en Geografía                                                          | 4 años   |
| Licenciatura en Geografía                                                         | 5 años   |
| Licenciatura en Turismo                                                           | 5 años   |
| Licenciatura en Oceanografía                                                      | 5 años   |
| Arquitectura                                                                      | 5 años   |